# Bremer TG
Die Bremer TG war ein Sportverein aus Bremen. Die erste Fußballmannschaft der Männer spielte fünf Jahre in der höchsten Bremer Amateurliga.   

## Geschichte
Die Bremer TG wurde im Jahre 1859 von Handwerkern, Facharbeitern und Kaufleuten gegründet. Im Jahre 1919 wurde eine Fußballabteilung gegründet, die in den 1920er Jahren die zweithöchste Spielklasse erreichte. Nach dem Zweiten Weltkrieg bildete die Bremer TG gemeinsam mit der Freien Turnerschaft Neustadt und den FC Stern Bremen die SG Neustadt. Schon im Jahre 1946 wurde die Bremer TG wiedergegründet, während sich der Restverein 1950 in TuS Bremen-Neustadt umbenannte. 
Im Jahre 1952 stieg die Bremer TG unter Trainer Erich Hänel in die damals zweitklassige Landesliga Bremen auf. Der ehemalige Nationalspieler war gleichzeitig als Spieler für den Bremer SV in der Oberliga Nord aktiv. Drei Abstiege in Folge ließen die Bremer TG bis in die 1. Kreisklasse abrutschen. Im Jahre 1961 gelang die Rückkehr in die Verbandsliga, ehe die Bremer TG 1965 noch einmal ins Bremer Oberhaus aufstieg. 
Dort belegte man in der Saison 1965/66 den vierten Platz. Ein Jahr später stieg die Mannschaft jedoch wieder ab und verbrachte die nächsten Jahre in der Verbandsliga. Am 1. Januar 1972 schloss sich die Bremer TG mit dem TuS Bremen-Neustadt zur Bremer TS Neustadt zusammen.